# Вайкхард фон Полхайм
Вайкхард фон Полхайм (на немски: Weickhard von Polheim; * 1553; † 25 май 1609, Линц) е благородник от много старата фамилия Полхайм от Горна Австрия с резиденция в Полхам при Гризкирхен, фрайхер на Полхайм, господар на Пуххайм, фелдхауптман на об дер Енс.

## Произход
Той е син на Казимир фон Полхайм (1526 – 1565), фрайхер на Полхайм, Вартенбург и Пуххайм, и съпругата му Еуфемия фон Щубенберг († 1563), правнучка Леутхолд фон Щубенберг-Вурмберг (1423 – 1468/1469), дъщеря на Каспер фон Щубенберг († 1524) и Борбала Банфи (* ок. 1479). Внук е на австрийския държавник фрайхер Кириак фон Полхайм (1495 – 1533) и Елизабет фон Йотинген (1499 – 1553). Роднина е на Вайхарт фон Полхайм, архиепископ на Залцбург (1312 – 1315).
Фамилията фон Полхайм е издигната на граф през 1712 г. и измира по мъжка линия през 1909 г.

## Фамилия
Вайкхард фон Полхайм се жени на 22 юли 1574 г. в дворец Шпекфелд за фрайин Сабина фон Лимпург-Шпекфелд (* ок. 1549, Оберзонтхайм; † 16 август 1620, Пуххам), дъщеря на Карл I Шенк фон Лимпург (1498 – 1558) и Аделхайд фон Кирбург († 1580). Те имат децата:
- Ева фон Полхайм (* 13 март 1576; † 19 юли 1621, Баден, Виена), омъжена на 20 февруари 1594 г. в Линц за Зигизмунд Адам фон Траун (* 24 януари 1573, Майсау; † 2 февруари 1637, Виена)
- Вайкхард фон Полхайм (* 1582), женен на 22 юни 1614 г. в дворец Пуххам за Сузана Регина Целкинг
- Фелицитас фон Полхайм (* 1583; † 1608), омъжена на 12 септември 1599 г. в Линц за Георг Вилхелм Йоргер цу Толет
- Георг Ахац фон Полхайм (* 1588), женен на 4 септември 1617 г. в Линц за Магдалена фон Херберщайн
- Регина фон Полхайм (* 1589), омъжена 1616 г. за фрайхер Конрад Шенк фон Лимбург